# Ян Жабински
Ян Франчѝшек Дионѝзи Жабѝнски (на полски: Jan Franciszek Dionizy Żabiński) е полски зоолог, физиолог, дългогодишен директор на варшавския зоопарк, участник във Варшавското въстание.

## Биография
Рроден е на 8 април 1897 г. във Варшава. Син е на Юзеф и Хелена от семейство Стшешевски. Има сестра – доктор Ханна Петриновска.
Преди избухването на Първата световна война тренира лека атлетика – по-специално спринтове на 100 m. С резултат 11,1 s (много добър за онова време) е дългогодишен рекордьор на Варшава в бягането на тази дистанция.
Завършва като инженер във Висше стопанско училище във Варшава, а докторската си степен получава в университета „Мария Склодовска-Кюри“ в Люблин.
От 1919 г. служи във възродената Полска войска, участва и в Полско-съветската война, за което е удостоен с „Кръст за храброст“.
През 1929 г. е назначен за директор на варшавския зоопарк. Изпълнява тази длъжност до март 1951 г.
През годините 1918 – 1944 е учител в средно училище, преподава и във Висшето стопанско училище и Тайния варшавски университет.

## Втора световна война
През септември 1939 г. зоологическата градина, намираща се недалеч от една от артилерийските отбранителни батареи на военновъздушната отбрана на Варшава, е бомбардирана. Много животни са убити или бягат. Някои от опасните хищници са застреляни от страх за безопасността на жителите на града. Голяма част от оцелелите животни са извозени по-късно от немците към други зоологически градини (между които в Берлин, Калининград, Хановер и Виена). Празните помещения Ян Жабински и неговата съпруга, използват за скривалища на евреи, успели да се измъкнат от варшавското гето. В организирането на тяхното бягство участва и самият Жабински. Той посещава гетото под предлог, че търси отпадъци за изхранване на прасетата, отглеждани на територията на зоопарка.
В продължение на 3 години през зоопарка преминават стотици бегълци. Някои живеят в мазето на вилата на семейство Жабински, която се намира на територията на зоопарка. За тази им дейност израелският институт Яд Вашем отличава през 1965 г. и двамата с медал Праведник на света. Сред хората, които спасяват е и скулпторката Магдалена Грос.
Ян Жабински е войник от Армия Крайова, стига до степен поручник. Ръководи взвод във Варшавското въстание, ранен е тежко и попада в плен, след което е изпратен в лагер.

## След войната
В края на 1945 г. Ян Жабински се завръща в Полша и се заема с научна и популяризаторска дейност. Изнася над 1500 беседи, като се превръща в любимец на публиката.
През 1951 г. заради участието си в Армия Крайова е принуден да се откаже от длъжността директор на варшавския зоопарк. В годините 1952 – 1954 преподава в Държавното висше педагогическо училище във Варшава.
Ян Жабински, и съпругата му Антонина са погребани в гробището Повонзки.
Умира на 26 юли 1974 г. във Варшава.

## Почести
През 2007 г. американската писателка Даян Акерман издава книгата „The Zookeeper’s Wife“ („Жената на пазача на зоопарка“), която описва геройското поведение на семейство Жабински по време на войната. През 2009 г. излиза и полски превод на книгата.
От 1980 г. една от варшавските улици на територията на днешния квартал Урсинув е кръстена на Ян Жабински.

## Отличия и награди
- Командорски кръст със звезда на Ордена на Възраждане на Полша, посмъртно, 2008
- Кръст за храброст, двукратно: 1920 и 1944
- Медал Праведник на света, 1965
- Награда на град Варшава
- Награда „Бруно Винавер“
- Награда на Полското радио „Златен Микрофон“

## Публикации
Ян Жабински издава над 60 научнопопулярни книги, 6 превода и 32 научни труда.